# Luis Coronel
Luis Miguel Coronel Gámez (Tucson, Arizona, Estados Unidos, 3 de febrero de 1996), conocido como Luis Coronel, es un cantante estadounidense de música regional mexicana.

## Carrera musical
Algunos de sus sencillos, Mi niña traviesa, Será Más Fácil y Escápate han llegado a la a lista de popularidad de Billboard. En septiembre de 2013, lanzó su álbum debut Con la frente en alto y a tres semanas de su lanzamiento, se ganó un lugar en la lista de ventas Billboard Album Regional Mexicano. Fue certificado con un disco de oro en América por la RIAA por la venta de 30.000 copias. Coronel ganó el premio al Nuevo Artista del Año en los Billboard Music Award.
En 2018 se unió a la discográfica Sony Music Latin.

## Discografía

### Álbumes de estudio
| Año  | Título                | Detalles                                                                                              | Posición         | Posición            | Posición                   | Certificación      |
| Año  | Título                | Detalles                                                                                              | US Billboard 200 | US Top Latin Albums | US Regional Mexican Albums | Certificación      |
| ---- | --------------------- | --- | ---------------- | ------------------- | -------------------------- | ------------------ |
| 2013 | Con la frente en alto | - 1er álbum de estudio - Discográfica: Del Records - Fecha de lanzamiento: 17 de septiembre de 2013   | 80               | 2                   | 1                          | RIAA: Gold (Latin) |
| 2014 | Quiero ser tu dueño   | - 2.º álbum de estudio - Discográfica: Del Records - Fecha de lanzamiento: 30 de septiembre de 2014   | 33               | 1                   | 1                          | RIAA: Gold (Latin) |
| 2017 | Ahora Soy Yo          | - 3do álbum de estudio - Discográfica: Sony Music Latin - Fecha de lanzamiento: 20 de octubre de 2017 |                  |                     |                            |                    |

## Premios y nominaciones
| Año  | Premio                | Categoría                                         | Nominado              | Resultado | Ref.          |
| ---- | --------------------- | ------------------------------------------------- | --------------------- | --------- | ------------- |
| 2014 | Billboard             | Nuevo artista del año                             | Él mismo              | Ganador   | [ 2 ]         |
| 2014 | Tu Mundo              | Sensación de las redes sociales                   | Él mismo              | Nominado  | [ 7 ] [ 8 ]   |
| 2015 | Lo Nuestro            | Regional Mexicano aritsta masculino del año       | Él mismo              | Ganador   | [ 9 ]         |
| 2015 | Billboard             | Regional Mexicano Albums Artista del año, solista | Él mismo              | Nominado  | [ 10 ] [ 11 ] |
| 2015 | Juventud              | Eso fue todo                                      | "Quiero ser tu dueño" | Ganador   | [ 12 ]        |
| 2015 | Juventud              | Voz del momento                                   | Él mismo              | Ganador   | [ 12 ]        |
| 2015 | Juventud              | Mi artista regional mexicano                      | Él mismo              | Ganador   | [ 12 ]        |
| 2015 | American Music Awards | Artista favorito del regional mexicano            | Él mismo              | Ganador   | [ 13 ]        |
| 2015 | Premios de la Radio   | Premio Orgullo Latino                             | Él mismo              | Ganador   | [ 14 ]        |